# 木村雄吉
木村 雄吉（きむら ゆうきち、1904年4月17日 - 1989年10月10日）は、日本の生化学者・科学哲学者、東京大学名誉教授。木村謹治の弟。
秋田県秋田市生まれ。山形高等学校を経て、1928年東京帝国大学理学部動物学科卒。大学では五島清太郎に師事、求道学舎で近角常観に師事する。医学部生化学教室で柿内三郎に教えを受け、1933年理化学研究所入所、1937年第二高等学校教授、1946年東京医科歯科大学教養部設立に参与。1949年東京大学教養学部教授。1956年伝染病研究所細胞化学研究部長。1965年定年退官。1974年勲三等瑞宝章受章。1989年10月10日、肺癌のため死去。

## 著書
- 解剖と觀察 高等教育 寧樂書房 1947.8
- 動物の解剖と観察 寧楽書房 1954
- 生物総論 研究社出版 1956 (研究社学生文庫)
- ギリシアの生化学 生命の科学の思想的源流 中央公論社 1975 (自然選書)
- 生命 - 「もの」と「かたち」 永井克孝,金子務編 学会出版センター 1991.11

## 翻訳
- 生物学思想の危機と転回点 アドルフ・マイヤー 弘文堂 1943
- 種はどのように進化するか 内部選択と新総合学説 L.L.ホワイト 白揚社 1977.4
- 形・生命・創造 科学と宗教を超える「体験の宇宙」 ランスロット・L.ホワイト 学会出版センター 1989.6

## 記念論集
- 山河あり 木村雄吉先生古稀記念会・中央公論事業出版 1974
- 生命のかたち 木村雄吉の学問と思策 永井克孝,金子務編 学会出版センター 2004.10

## 参考
- 「形・生命・創造」